# 루이 드 방돔 백작

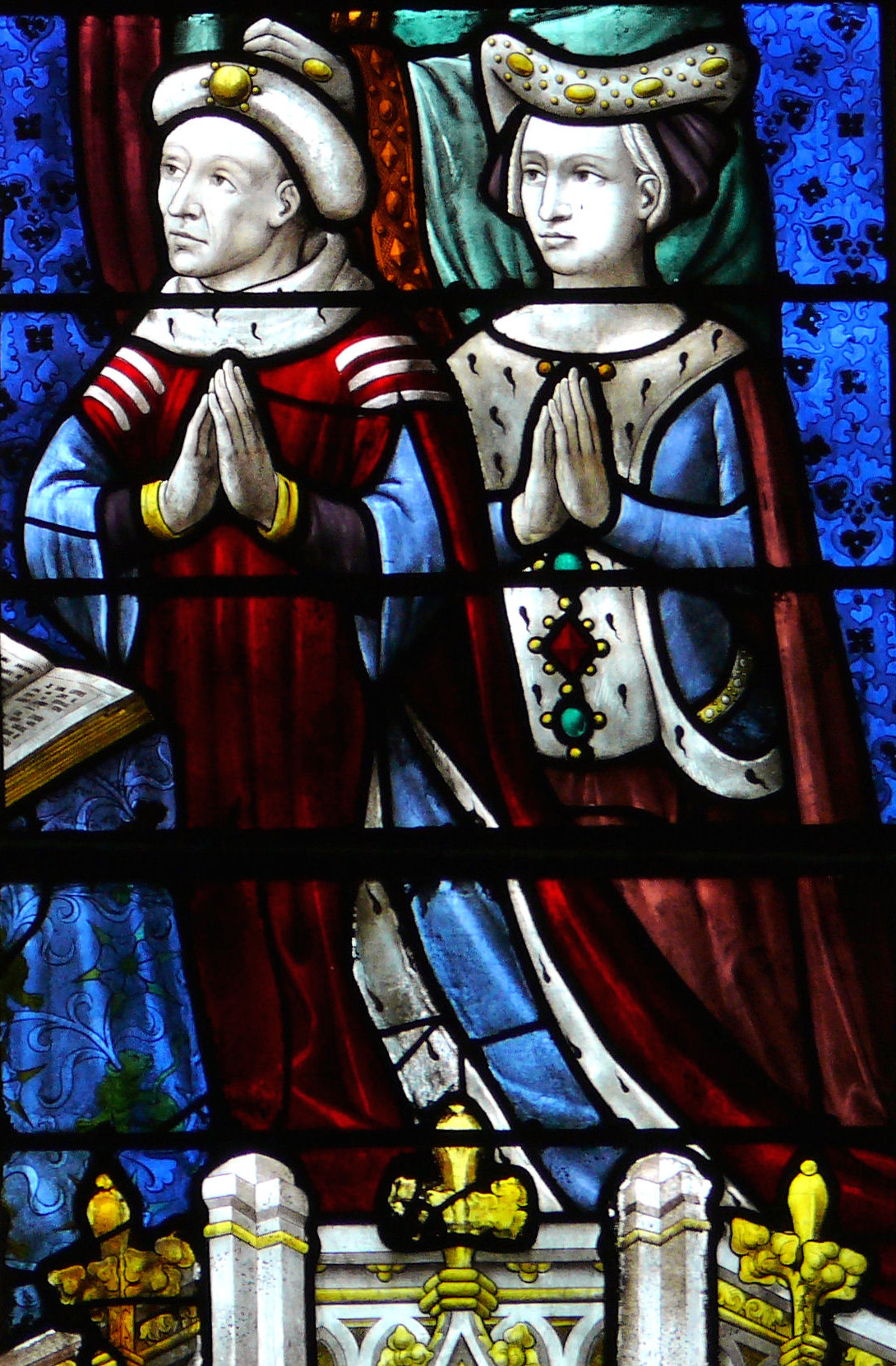
루이 드 방돔 백작과 첫번째 부인 블랑슈 드 루시

루이 1세 드 부르봉방돔(Louis Ier de Bourbon-Vendôme)은 장 1세 드 라마르슈 백작과 몽투아르가의 카트린 드 방돔 여백작의 아들로 태어났으며 모친 카트린 사후 방돔 백작령을 물려받았다.